# Дончо Аладжов
Дончо Аладжов е български революционер, деец на Вътрешната македоно-одринска революционна организация и Вътрешната македонска революционна организация.

## Биография
Аладжов е роден в струмишкото село Моноспитово, което тогава е в Османската империя. Влиза във ВМРО и действа в Струмишкия революционен окръг. Четник е на Панделия Стоянов. При разкола в организацията подкрепя крилото на Иван Михайлов.
В годините на българското управление във Вардарска Македония през Втората световна война Дончо Аладжов е начело на контрачета, бореща се с комунистическите партизани в района на Муртино.